# Feodosia Morozova

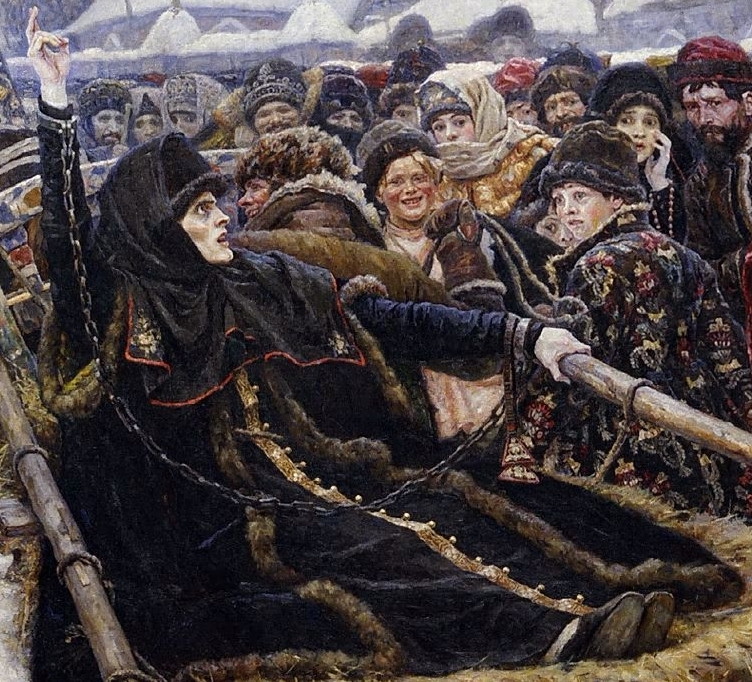
Historiemålning av Vasilij Surikov föreställande en fängslad Feodosia Morozova, vilken trotsigt håller två fingrar i kors istället för tre och gör korstecknet på det gamla sättet.

Feodosia Prokopiyevna Morozova (ryska: Феодо́сия Проко́пьевна Моро́зова), född 21 maj 1632 i Moskva, död 1 december 1675 i Borovsk, var en rysk adelsdam.
Feodosia Morozova var en av de främsta företrädarna och ledarna för rörelsen av gammaltroende i Ryssland.

## Biografi
Feodosia Morozova var dotter till Okolnitsji Prokopij Feodorovitsj Sokovnin och gifte sig 1649 med bojaren Gleb Morozov och blev därmed svägerska till tsarens lärare Boris Morozov. Hon behöll, även efter makens död 1662, en framträdande plats vid hovet. Hennes biktfader var ärkeprästen Avvakum, och under den stora religionsstriden raskol blev hon medlem av de gammaltroendes rörelse och övertalade sin syster, furstinnan Jevdokija Urusova, och adelskvinnan Maria Danilova att göra detsamma.
Genom sin auktoritet i den ryska kyrkan arbetade hon aktivt för att stödja den gamla kyrkan och värva medlemmar till rörelsen. Tack vare tsaritsans förbön undgick hon länge arrestering. Hon avlade i hemlighet klosterlöften under namnet Teodora 1671. Efter detta blev hennes hållning uppenbar, eftersom hon vägrade att i fortsättningen delta i någon av hovets och den officiella kyrkans ceremonier och ritualer. När hon samma år avböjde en inbjudan till ett bröllop i tsarfamiljen ledde det till öppen konflikt med kyrkan.
Feodosia Morozova arresterades tillsammans med sin syster Evdokia Urusova och fängslades i klostret St. Papnutius i Borovsk, där hon avled av svält. Hon har vördats som martyr av gammaltroende.[källa behövs]